# Boonoonoonoos
Boonoonoonoos — пятый студийный альбом евро-карибской диско-группы Boney M., выпущенный на виниле в сентябре 1981 года и на CD — 4 июля 1994 года. Название диску дала его заглавная композиция.

## История
Несмотря на то, что продюсер Фрэнк Фариан в конце 1979 года объявил, что группа Boney M. должна отдохнуть, записи сессий для нового альбома начались весной 1980 года. Песня «Boonoonoonoos» (карибское слово «Счастье») была одним из первых завершённых треков. Две новые записи «I See A Boat On The River» и «My Friend Jack» были выпущены для продвижения альбома The Magic of Boney M. — 20 Golden Hits в мае 1980 года.
Летом 1980 года Фариан пригласил Лиз Митчелл и Марсию Барретт и их команду музыкантов в Ниццу, где было записано несколько новых песен. В сентябре был выпущен новый двойной сингл «Children Of Paradise / Gadda-Da-Vida», объявляющий о выпуске ещё не названного нового альбома в ноябре 1980 года. Сингл достиг 11-го места в Германии, но в Великобритании их популярность теперь быстро падала. Когда он был выпущен в феврале 1981 года, сингл достиг разочаровывающей 66 позиции.
В декабре группа выпустила ещё один сингл, кавер-версию «Felicidad». Песня «Felicidad», первоначально записанная итальянской группой Massara как «Margherita (Love In The Sun)» в 1979 году, помогла вернуть Boney M. в топ-10 немецкого хит-парада (6 позиция, 27 недель). Эта песня также стала хитом в большинстве стран Европы. Сингл, однако, не был выпущен в Испании и Португалии, где оригинальная версия группы Massara была хитом за два года до этого.
В то же время певица Марсия Барретт выпустила сольный сингл «You» / «I’m Lonely», продюсером которого стал Джон Эдмед, а песни были написаны Келвином Джеймсом. Выпущенный в Германии в декабре 1980 года, а через два месяца и в Великобритании, сингл не смог попасть в чарты ни одной из стран. Другая песня с тех же сессий, «Breakaway», оказалась на диске Boonoonoonoos в качестве трека Boney M. с Фрэнком Фарианом, исполняющим ведущий вокал.
Новые записи были проведены весной 1981 года. В мае 1981 года группа вылетела на Ямайку, чтобы записать ТВ-передачу, выступить в прямом эфире с Ритой Марли и снять фотографии для обложки альбома. Одна из последних песен «Silly Confusion» была записана в студии Боба Марли в Кингстоне.
В музыкально-творческом отношении на Фрэнка Фариана во время создания альбома повлиял знаменитый альбом The Wall 1979 года британской рок-группы Pink Floyd. Например, если сначала воспроизвести и прослушать композиции с альбома Pink Floyd — «Another Brick in the Wall, Part 1», «Another Brick in the Wall, Part 2» и «Run Like Hell», то создаётся чёткое впечатление, что эти композиции стали прототипами гитарных секций заглавной композиции «Boonoonoonoos», гитарной и басс-секций, а также инструментального проигрыша «Ride to Agadir».
Boney M. благодаря нашумевшему «социально ориентированному» альбому Pink Floyd включила в Boonoonoonoos несколько «социально-значимых композиций» («We Will Kill the World», «Goodbye My Friend», «Consuela Biaz»), вследствие чего евро-карибская группа потеряла «танцевальную попсовость», что, в свою очередь, «отразилось на снижении продаж» пятого студийного альбома.
Boonoonoonoos, первоначально предназначенный для выпуска в виде двойного альбома, впоследствии был обрезан до одного диска. Однако в Германии, Франции и Великобритании был ограниченным тиражом выпущен двойной альбом, содержащий несколько более длинные версии некоторых песен, но с таким же количеством треков. Всего известно 11 релизов Boonoonoonoos (11-й релиз — это официально выпущенный CD 1994 года), отличающихся друг от друга разной длительностью и структурой композиций.

## Список песен
Сторона A:
1. «Boonoonoonoos» (Фрэнк Фариан, Джорджио Сгарби, Кэтрин Каридж, Фред Джей) — 4:37
2. «That’s Boonoonoonoos / Train to Skaville» (Фрэнк Фариан, Ларри Диллн, Рейнер Мария Эрхарт) / «I Shall Sing» (Ван Моррисон) — 5:56
3. «Silly Confusion» (Фрэнк Фариан, Дитмар Кавол, Мац Бьёклунд, Харри Бэйрл, Кэтрин Каридж) — 7:12
4. «Ride to Agadir» (Майк Бэтт[англ.]) — 5:09
5. «Jimmy» (Фрэнк Фариан, Йохан Даансен, Брэд Хауэл) — 4:07
6. «African Moon» (Фрэнк Фариан, Хельмут Рулофс, Лиз Митчелл, Кэтрин Каридж) — 2:55

Сторона B:
1. «We Kill the World» (Фрэнк Фариан, Джорджио & Гизела[4] Сгарби) — 6:28
2. «Homeland Africa» (Гэмбл и Хафф, Фрэнк Фариан) — 4:20
3. «Malaika» (Фрэнк Фариан, Рейам) — 3:27
4. «Consuela Biaz» (Фрэнк Фариан, Кэтрин Каридж, O’Хара) — 4:37
5. «Breakaway» (Кельвин Джеймс) — 4:18
6. «Sad Movies» (Джон Лаудермилк) — 3:22
7. «Goodbye My Friend» (Фрэнк Фариан, Рулофс, Кэтрин Каридж) — 5:25

## Чарты
Альбом
| Год  | Чарт     | Позиция |
| ---- | -------- | ------- |
| 1981 | Норвегия | 21      |

Сингл
| Год  | Сингл               | Чарт            | Позиция |
| ---- | ------------------- | --------------- | ------- |
| 1981 | «We Kill the World» | UK single chart | 39      |

## Сертификация
| Регион | Сертификация | Продажи  |
| --- | ------------ | -------- |
| Германия | —            | ~250,000 |
| Гонконг (IFPI Hong Kong)                                                                                                 | Золотой      | 10 000*  |
| Испания (PROMUSICAE) | Платиновый   | 100 000^ |
| Югославия | —            | 59,032   |
| * Данные о продажах приведены только на основе сертификации. ^ Данные о тиражах приведены только на основе сертификации. |              |          |